# Майкл Бреннан (хокеїст на траві)
Майкл Бреннан (англ. Michael Brennan, 15 жовтня 1975) — австралійський хокеїст на траві.
Олімпійський чемпіон 2004 року, бронзовий призер 2000 року.
Переможець Ігор Співдружності 1998 року.
Бронзовий призер Трофею чемпіонів 1997 року.
Переможець Трофею чемпіонів 1999 року.